# Шармац, Борис
Бори́с Шарма́ц (фр. Boris Charmatz; род. 1973, Шамбери) — французский танцовщик и хореограф, представитель современного танца, один из лидеров движения «не-танец» середины и второй половины девяностых годов (наряду с Жозефом Наджем, Бенуа Лашамбром и др.).

## Биография
В 1989 году окончил балетную школу парижской Оперы, после чего учился в Лионе, в Национальной консерватории музыки и танца. Танцевал в постановках Одиль Дюбок, Режин Шопино, Мег Стюарт.
В 1992 году совместно с танцовщиком Димитрием Шамбла создал ассоциацию Edna. В 1993 году в соавторстве с ним же осуществил свою первую постановку как хореограф — À bras le corps, в которой выступил и как исполнитель. Его работы отличаются импровизационным началом, свободным соединением различных жанров искусства, активным использованием медиа, прямым обращением к зрителю. Как хореограф Борис Шармац сосредоточился на радикальных поисках нового места танцовщика в театре, иного отношения к собственному телу.
С 2009 года Шармац — директор Национального хореографического центра Ренна и Бретани. Предложил преобразовать его в Музей танца. В 2011 году являлся главным гостем (Artiste associé) Авиньонского фестиваля. В 2014 представил свой Музей в виде проекта 20 танцовщиков XX века, показанного на открытом воздухе в Берлине ().

## Постановки
- 1993 — À bras le corps (совместно с Димитрием Шамбла).
- 1994 — Les Disparates (совместно с Димитрием Шамбла, по спектаклю в 2000 снят фильм).
- 1996 — «Вни…ма…ние» (Aatt…enen…tionon).
- 1997 — Herses (une lente introduction) (на музыку Хельмута Лахенмана).
- 1999 — Programme court avec essorage (совместно с Жюлией Сима и Жилем Туйаром), Con forts fleuve.
- 2002 — инсталляция Héâtre-élévision.
- 2003/2004 — Bocal.
- 2006 — Régi (совместно с Раймундом Хоге), Quintet Cercle.
- 2008 — La Danseuse malade (на тексты Тацуми Хидзикаты, с участием Жанны Балибар).
- 2009 — «50 лет танца» (50 ans de danse).
- 2010 — Levée des conflits.
- 2011 — «Дитя» (Enfant, по заказу Авиньонского фестиваля).
- 2013 — «Вторая партита» (Partita 2 на музыку И. С. Баха, совместно с Анной Терезой Де Кеерсмакер)

## Тексты
- Je suis une école. Paris: éditions Les prairies ordinaires, 2009.
- Entretenir — À propos d’une danse contemporaine. Dijon: CND/Les Presses du réel, 2003 (вместе с Изабель Лоне)

## Признание
- Премия Международной встречи хореографов департамента Сен-Сен-Дени (за спектакль Aatt…enen…tionon).
- Большая премия критики (за спектакль Régi)